# Åsa-Nisse på jaktstigen
Åsa-Nisse på jaktstigen är en svensk komedifilm från 1950 i regi Ragnar Frisk.
Filmen hade premiär 11 september 1950.

## Handling
Det är vinter i Knohult. Åsa-Nisse jagar älg och räv tillsammans med Klabbarparn. Sedan åker de skidor med sina fruar på ryggen. Landsfiskalen anställer ett nytt hembiträde som Sjökvisten blir betuttad i. Han bjuder på bröllopskonfekt. Åsa-Nisse lägger ut en rävsax och landsfiskalen drar honom inför rätta i Jönköping på våren. Dit åker de i snabb fart med Sjökvistens jeep. Sedan skojar han i rättsalen. I staden träffar Nisse, Klabbarparn och Jönsson två flickor som de bjuder på middag (som de sedan inte kan betala för - den kostade mer än 200 riksdaler).

## Om filmen
Detta var den andra Åsa-Nisse-filmen.
Klipp ur filmen ingår i kavalkadfilmen Dessa fantastiska smålänningar med sina finurliga maskiner från 1966.

## Rollista
- John Elfström - Åsa-Nisse
- Artur Rolén - Klabbarparn
- Helga Brofeldt - Eulalia
- Lillie Wästfeldt - Kristin
- Gustaf Lövås - Sjökvist
- Willy Peters - Landsfiskalen
- Ullacarin Rydén - Landsfiskalens hembiträde Britta
- Bertil Boo - Den sjungande bonden
- Emy Hagman - Den sjungande bondens fru
- Josua Bengtson - Jönsson
- Arne Källerud - Domaren
- Mary Rapp - Semesterflicka
- Siv Ericks - Semesterflicka
- Lennart Fogelström - Servitör
- Jonas Albert Jonsson - nämndeman
- John W. Björling - åhörare vid rättegången[4]

## Musik i filmen
- Vid min cittra vill jag kvittra, kompositör Sven Rüno, text Fritz Gustaf, sång John Elfström, Bertil Boo och Astrid Bodin som dubbar Helga Brofeldt
- Caprice for Strings, kompositör Edward White, instrumental
- Sea Menace, kompositör Clive Richardson, instrumental
- Cobweb Castle, kompositör Granville Bantock, instrumental
- Storm at Sea, kompositör Granville Bantock, instrumental
- Strings in the Mood, kompositör Walter Collins, instrumental
- From the Guildford Suite, kompositör Thomas F. Dunhill, instrumental
- Wheels Within Wheels, kompositör Ronald Hanmer, instrumental
- Toréador, en garde. Ur Carmen (Toreadorarian/Var på din vakt, toreador. ur Carmen), kompositör Georges Bizet, fransk text 1875 Henri Meilhac och Ludovic Halévy svensk text 1878 Palle Block nyare svensk text Carl Axel Strindberg, sång med den ändrade texten Jag älskar Britta, Britta älskar mig Gustaf Lövås
- Åh, min Britta, vi möttes vid en sjöastrand, sång Gustaf Lövås
- Dinner Conversation, kompositör Hal West, instrumental
- Idyl in the Clouds, kompositör Ludo Philipp, instrumental
- Cartoon Comedy, kompositör Gilbert Vinter, instrumental
- In the Machine Shop, kompositör Norman Demuth, instrumental
- I villande skogen jag vallar min hjord, kompositör Andreas Randel, text Fredrek på Rannsätt, instrumental
- Melody in Moccasins, kompositör Wilfred Burns, instrumental
- Rocken, västen och byxorna och skorna (I denna rocken och västen), kompositör och text Skånska Lasse, sång John Elfström, Artur Rolén, Josua Bengtson och Siv Ericks
- När skogarna sjunga, kompositör Sven Rüno, text Fritz Gustaf, sång Bertil Boo
- Creeping Horror, kompositör Gilbert Vinter, instrumental
- Tell-Tale Heart, kompositör John Foulds, instrumental
- Grotesque Walk, kompositör Hal West, instrumental[5]